# Bonanza (Oregon)
Bonanza az Amerikai Egyesült Államok északnyugati részén, Oregon állam Klamath megyéjében, Klamath Falls-tól és a kaliforniai határtól nem messze, a Lost-folyó két partján helyezkedik el. A 2010. évi népszámláláskor 415 lakosa volt. A város területe 2,12 km², melynek 100%-a szárazföld.
Bonanza a 140-es útból elágazó 70-es út végén fekszik, közúton tőle Klamath Falls 34 km, Portland pedig 483 km távolságra található.
A település oktatási intézménye a Bonanza Jr./Sr. High School, amely óvodától egészen 12. osztályig fogad diákokat.
A 2003-as adatok alapján a helység legnagyobb foglalkoztatói a Klamath megyei Iskolakerület, a Bonanza View- és Tom DeJong tejüzemek és a Haskins Potato burgonyatermesztő vállalat.

## Történet
Az eredeti farmerközösség a közeli forrásokra utalva a spanyol „bonanza” („szerencse”) szó után kapta nevét. A helyi postahivatalt 1875-ben hozták létre.
A települést 1876-ban alapította J. P. Roberts, aki egy boltot is nyitott; a területét 1878-ban rögzítették. 1900-ra Bonanza Klamath Falls és Merrill után a megye harmadik legfontosabb helysége lett. A levelezést a naponta közlekedő postakocsi biztosította. A közösség a marha- és lótenyésztésre, valamint a gabona-, zöldség- és gyümölcsfélék termesztésére és széna előállítására rendezkedett be.
Bonanza gazdasága ma is az agrártevékenységekre épül, a környéken itt termesztik a legtöbb lucernát, tenyésztik a legtöbb marhát és itt van a legtöbb tejüzem is. A Lost-folyótól nem messze erednek a Bonanzai Nagy-források, amelyek időszakos apadása alacsony talajvizet eredményez; ez gyakran vitát generál a vízfelhasználásról, mivel veszélyezteti a bojtorjánhalak és a lazacok populációját, valamint a termények növekedését.

## Éghajlat
A város éghajlata a Köppen-skála szerint meleg nyári mediterrán (Csb-vel jelölve). A legcsapadékosabb hónap november és a január–február-, a legszárazabb pedig a július–szeptember közötti időszak. A legmelegebb hónap július, a leghidegebb pedig január.
| Hónap                         | Jan.  | Feb.  | Már.  | Ápr.  | Máj. | Jún. | Júl. | Aug. | Szep. | Okt.  | Nov.  | Dec.  | Év    |
| ----------------------------- | ----- | ----- | ----- | ----- | ---- | ---- | ---- | ---- | ----- | ----- | ----- | ----- | ----- |
| Rekord max. hőmérséklet (°C)  | 13,9  | 29,4  | 23,3  | 29,4  | 34,4 | 36,1 | 38,3 | 38,9 | 37,8  | 31,7  | 22,8  | 16,7  | 38,9  |
| Átlagos max. hőmérséklet (°C) | 4,4   | 7,2   | 10,6  | 13,9  | 18,3 | 23,3 | 28,9 | 28,3 | 24,4  | 17,2  | 7,8   | 3,3   | 15,7  |
| Átlaghőmérséklet (°C)         | −1,7  | 1,4   | 3,9   | 7,5   | 10,6 | 14,5 | 18,9 | 18,3 | 14,2  | 8,3   | 2,0   | −1,4  | 8,1   |
| Átlagos min. hőmérséklet (°C) | −6,1  | −4,4  | −2,8  | 1,1   | 2,8  | 5,6  | 8,9  | 8,3  | 3,9   | −0,6  | −3,9  | −6,1  | 0,6   |
| Rekord min. hőmérséklet (°C)  | −28,9 | −24,4 | −13,3 | −11,7 | −7,8 | −4,4 | −0,6 | −2,2 | −6,7  | −13,3 | −21,7 | −23,3 | −28,9 |
| Átl. csapadékmennyiség (mm)   | 47    | 50    | 32    | 35    | 35   | 27   | 12   | 11   | 13    | 27    | 56    | 37    | 382   |
| Forrás: The Weather Channel   |       |       |       |       |      |      |      |      |       |       |       |       |       |

## Népesség

### 2010
A 2010-es népszámláláskor a városnak 415 lakója, 152 háztartása és 108 családja volt. A népsűrűség 195.8 fő/km2. A lakóegységek száma 169, sűrűségük 79,7 db/km2. A lakosok 86,3%-a fehér, 0,2%-a afroamerikai, 0,5%-a indián,   9,6%-a egyéb, 3,4%-a pedig kettő vagy több etnikumú. A spanyol vagy latino származásúak aránya 27,7% (24,6% mexikói,   3,1% egyéb spanyol vagy latino származású.)
A háztartások 39,5%-ában élt 18 évnél fiatalabb. 54,6% házas, 11,2% egyedülálló nő, 5,3% egyedülálló férfi, 28,9% pedig nem család. 23% egyedül élt; 11,9%-uk 65 éves vagy idősebb. Egy háztartásban átlagosan 2,73 személy élt; a családok átlagmérete 3,25 fő.
A medián életkor 34,5 év volt. A város lakóinak 30,4%-a 18 évesnél fiatalabb, 7,2% 18 és 24 év közötti, 26,3%-uk 25 és 44 év közötti, 21,9%-uk 45 és 64 év közötti, 14,2%-uk pedig 65 éves vagy idősebb. A lakosok 51,6%-a férfi, 48,4%-a pedig nő.

### 2000
A 2000-es népszámláláskor  a városnak 415 lakója, 139 háztartása és 102 családja volt. A népsűrűség 195,8 fő/km2. A lakóegységek száma 152, sűrűségük 71,7 db/km2. A lakosok 85,54%-a fehér, 0,48%-a afroamerikai, 0,96%-a indián, 0,24%-a ázsiai, 0,72%-a a Csendes-óceáni szigetekről származik, 5,54%-a egyéb-, 6,51%-a pedig kettő vagy több etnikumú. A spanyol vagy latino származásúak aránya 13% (11,6% mexikói,   1,4% pedig egyéb spanyol/latino származású.)
A háztartások 37,4%-ában élt 18 évnél fiatalabb. 59% házas, 13,7% egyedülálló nő; 25,9% pedig nem család. 22,3% egyedül élt; 9,4%-uk 65 éves vagy idősebb. Egy háztartásban átlagosan 2,99 személy élt; a családok átlagmérete 3,4 fő.
A város lakóinak 34,9%-a 18 évesnél fiatalabb, 7,7% 18 és 24 év közötti, 25,1%-uk 25 és 44 év közötti, 20,5%-uk 45 és 64 év közötti, 11,8%-uk pedig 65 éves vagy idősebb. A medián életkor 31 év volt. Minden 100 nőre 99,5 férfi jut; a 18 évnél idősebb nőknél ez az arány 92,9.
A háztartások medián bevétele 31 944 amerikai dollár, ez az érték családoknál $36 786. A férfiak medián keresete $21 979, míg a nőké $18 750. A város egy főre jutó bevétele (PCI) $10 213. A családok 14,7%-a, a teljes népesség 16,8%-a élt létminimum alatt; a 18 év alattiaknál ez a szám 21,9%, a 65 évnél idősebbeknél pedig 11,9%.

## Nevezetes személyek
- Dennis Linthicum – szenátor[19]
- Ryan Stevenson – zenész[20]

## Fordítás
Ez a szócikk részben vagy egészben  a   Bonanza, Oregon című angol Wikipédia-szócikk ezen változatának fordításán alapul.  Az eredeti cikk szerkesztőit annak laptörténete sorolja fel. Ez a jelzés csupán a megfogalmazás eredetét és a szerzői jogokat jelzi, nem szolgál a cikkben szereplő információk forrásmegjelöléseként.